# Norman Ross
Norman Ross (Portland, Estados Unidos, 2 de mayo de 1895-19 de junio de 1953) fue un nadador estadounidense especializado en pruebas de estilo libre media y larga distancia, donde consiguió ser campeón olímpico en 1920 en los 400 metros.

## Carrera deportiva
En los Juegos Olímpicos de Amberes 1920 ganó la medalla de oro en los 400 metros estilo libre, por delante del estadounidense Ludy Langer y el canadiense George Vernot; oro en los 1500 metros libre, por delante del canadiense George Vernot, y el australiano Frank Beaurepaire; y también oro en los relevos de 4x200 metros libre, por delante de Australia y Reino Unido.